# Quinzaine des réalisateurs
Quinzaine des réalisateurs (česky Patnáctka režisérů), zkráceně nazývaná jako Quinzaine je nezávislá sekce Filmového festivalu v Cannes. Byla založena v roce 1969 pod vlivem květnových událostí původně jako konkurence festivalu v Cannes pro prezentaci nepříliš známých filmařů. Na festivalu se se svými díly v minulosti objevili např. George Lucas, Ken Loach, bratři Dardenne, Michael Haneke nebo Spike Lee. Projekce trvají 11 dní a nejsou součástí oficiální přehlídky festivalu.

## Historie
Filmový festival v Cannes byl v roce 1968 běžně zahájen 10. května navzdory studentské revoltě, která probíhala v té době v Paříži. Události se ho zpočátku nedotkly kvůli značné vzdálenosti od Paříže a nejbližší univerzita se nachází v Nice. Nicméně okázalost ceremonie byla ve výrazném rozporu s násilím, které se ve Francii odehrávalo a mnozí filmaři vnímali tuto skutečnost jako skandální. Někteří jako Jean-Luc Godard, François Truffaut, Claude Lelouch a Miloš Forman vtrhli do Festivalového paláce, kde vypukl ostrý spor mezi tvůrci, hosty a organizátory. Někteří začali stahovat červený koberec, aby zabránili uvedení španělského filmu Peppermint frappé. Po tvrdých jednáních generální ředitel Robert Favre Le Bret a správní rada zrušili aktuální ročník a festival byl uzavřen.
Následně byla odpůrci založena Société des réalisateurs de films / SRF (Společnost filmových režisérů) přezdívaná „180“ podle počtu jejích členů, aby bojovala proti cenzuře na festivalu. Členové byli především představitelé Francouzské nové vlny a měli několik požadavků vůči organizátorům festivalu, které však nebyly plně akceptovány. Protože filmaři nebyli s výsledkem jednání plně spokojeni, rozhodli se vytvořit pro příští rok vlastní dvoutýdenní festival.
Většina ze SRF chtěla mít vlastní festival zajišťující plnou tvůrčí svobodu. Organizátoři hlavního festivalu jim proto nechali po dalších jednáních volnou ruku při výběru filmů, aby se festival ukázal více moderní a otevřený světu. SRF tak do této sekce vybírá filmy dle svého uvážení bez vlivu pořadatelů hlavního festivalu.

## Ředitelé sekce
- Pierre-Henri Deleau (1969-1999)
- Marie-Pierre Macia (1999-2003)
- François Da Silva (2003-2004)
- Olivier Père (2004-2010)
- Frédéric Boyer (2010-2011)
- Édouard Waintrop (od 2011)